# Liste der Baudenkmale in Lüneburg – Schrangenstraße
In der Liste der Baudenkmale in Lüneburg – Schrangenstraße sind Baudenkmale in der Oberen und Unteren Schrangenstraße in der niedersächsischen Stadt Lüneburg aufgelistet. Die Quelle der IDs und der Beschreibungen ist der Denkmalatlas Niedersachsen. Der Stand der Liste ist der 23. Dezember 2021.

## Allgemein
In den Spalten befinden sich folgende Informationen:
- Lage: die Adresse des Baudenkmales und die geographischen Koordinaten. Kartenansicht, um Koordinaten zu setzen. In der Kartenansicht sind Baudenkmale ohne Koordinaten mit einem roten Marker dargestellt und können in der Karte gesetzt werden. Baudenkmale ohne Bild sind mit einem blauen Marker gekennzeichnet, Baudenkmale mit Bild mit einem grünen Marker.
- Bezeichnung: Bezeichnung des Baudenkmales
- Beschreibung: die Beschreibung des Baudenkmales. Unter § 3 Abs. 2 NDSchG werden Einzeldenkmale und unter § 3 Abs. 3 NDSchG Gruppen baulicher Anlagen und deren Bestandteile ausgewiesen.
- ID: die Objekt-ID des Baudenkmales
- Bild: ein Bild des Baudenkmales, ggf. zusätzlich mit einem Link zu weiteren Fotos des Baudenkmals im Medienarchiv Wikimedia Commons. Wenn man auf das Kamerasymbol klickt, können Fotos zu Baudenkmalen aus dieser Liste hochgeladen werden:

## Baudenkmale
Der Name der Straße ergibt sich aus dem Standort von Fleischschrangen, die sich am Schrangenplatz am südlichen Ende der Schröderstraße befanden.

| Lage                                                   | Bezeichnung         | Beschreibung                                         | ID       | Bild |
| ------------------------------------------------------ | ------------------- | ---------------------------------------------------- | -------- | ---- |
| Obere Schrangenstraße 2 53° 14′ 54″ N, 10° 24′ 21″ O   | Wohnhaus            |                                                      | 30675010 |      |
| Obere Schrangenstraße 3 53° 14′ 53″ N, 10° 24′ 21″ O   | Wohnhaus            |                                                      | 30675658 |      |
| Obere Schrangenstraße 5 53° 14′ 53″ N, 10° 24′ 20″ O   | Wohnhaus            |                                                      | 30658139 |      |
| Obere Schrangenstraße 6 53° 14′ 53″ N, 10° 24′ 19″ O   | Wohnhaus            |                                                      | 30675241 |      |
| Obere Schrangenstraße 7 53° 14′ 53″ N, 10° 24′ 18″ O   | Speicher            |                                                      | 30675191 |      |
| Obere Schrangenstraße 7a 53° 14′ 53″ N, 10° 24′ 19″ O  | Wohnhaus            |                                                      | 30675217 |      |
| Obere Schrangenstraße 8 53° 14′ 53″ N, 10° 24′ 17″ O   | Wohnhaus            |                                                      | 30658163 |      |
| Obere Schrangenstraße 9 53° 14′ 53″ N, 10° 24′ 17″ O   | Wohnhaus            |                                                      | 30658163 |      |
| Obere Schrangenstraße 16 53° 14′ 52″ N, 10° 24′ 18″ O  | Wohnhaus            |                                                      | 30675401 |      |
| Obere Schrangenstraße 17 53° 14′ 52″ N, 10° 24′ 19″ O  | Wohnhaus            |                                                      | 30675419 |      |
| Obere Schrangenstraße 18 53° 14′ 53″ N, 10° 24′ 19″ O  | Wohnhaus            |                                                      | 30652681 |      |
| Obere Schrangenstraße 21 53° 14′ 53″ N, 10° 24′ 20″ O  | Wohnhaus            |                                                      | 30651848 |      |
| Obere Schrangenstraße 23 53° 14′ 53″ N, 10° 24′ 22″ O  | Wohnhaus            |                                                      | 30651873 |      |
| Obere Schrangenstraße 24 53° 14′ 53″ N, 10° 24′ 23″ O  | Wohnhaus            |                                                      | 30651891 |      |
| Untere Schrangenstraße 1 53° 14′ 53″ N, 10° 24′ 24″ O  | Wohnhaus            |                                                      | 30675603 |      |
| Untere Schrangenstraße 2 53° 14′ 53″ N, 10° 24′ 24″ O  | Wohnhaus            |                                                      | 30675621 |      |
| Untere Schrangenstraße 3 53° 14′ 53″ N, 10° 24′ 24″ O  | Wohnhaus            |                                                      | 30675639 |      |
| Untere Schrangenstraße 4 53° 14′ 53″ N, 10° 24′ 25″ O  | Nebengebäude        |                                                      | 30645043 | BW   |
| Untere Schrangenstraße 4 53° 14′ 53″ N, 10° 24′ 25″ O  | Wohnhaus            |                                                      | 30658830 |      |
| Untere Schrangenstraße 5 53° 14′ 53″ N, 10° 24′ 26″ O  | Wohnhaus            |                                                      | 30675560 |      |
| Untere Schrangenstraße 12 53° 14′ 54″ N, 10° 24′ 29″ O | Wohn-/Geschäftshaus | Zum Haus gehört ein Lagergebäude mit der ID 30649169 | 30654397 |      |
| Untere Schrangenstraße 13 53° 14′ 54″ N, 10° 24′ 28″ O | Wohnhaus            |                                                      | 30654418 |      |
| Untere Schrangenstraße 14 53° 14′ 54″ N, 10° 24′ 27″ O | Wohn-/Geschäftshaus |                                                      | 30654441 |      |
| Untere Schrangenstraße 15 53° 14′ 54″ N, 10° 24′ 27″ O | Wohnhaus            |                                                      | 30675454 |      |
| Untere Schrangenstraße 16 53° 14′ 54″ N, 10° 24′ 26″ O | Wohnhaus            |                                                      | 30654479 |      |
| Untere Schrangenstraße 18 53° 14′ 54″ N, 10° 24′ 26″ O | Wohnhaus            |                                                      | 30654499 |      |
| Untere Schrangenstraße 19 53° 14′ 54″ N, 10° 24′ 25″ O | Wohnhaus            | Zum Haus gehört ein Flügelbau mit der ID 30644383    | 30658854 |      |
| Untere Schrangenstraße 20 53° 14′ 54″ N, 10° 24′ 25″ O | Wohnhaus            |                                                      | 30654461 |      |